# Meccanismo di protezione civile dell'UE
Il Meccanismo europeo di protezione civile (EUCPM) è definito dal governo italiano, come "uno strumento dell'Unione europea nato per rispondere tempestivamente ed in maniera efficace alle emergenze che si verificano su un territorio interno o esterno all'Unione Europea, attraverso la condivisione delle risorse di tutti gli Stati membri". Ne fanno parte gli Stati membri dell'Unione europea e Norvegia, Islanda e Liechtenstein.

## Storia
L'idea di un meccanismo di protezione che favorisse la cooperazione tra le autorità di protezione civile nazionali risale già al 2001. Fu approvata con decisione del Consiglio dell'Unione europea il 23 ottobre 2001. Si calcola che dalla sua creazione il meccanismo sia stato attivato più di 420 volte in tutto il mondo.
Visto il grande successo del meccanismo, fu deciso di potenziarlo nel 2013 e nel gennaio del 2014 entrò in vigore il Meccanismo Unionale di Protezione Civile che metteva l'accento sulle misure di prevenzione delle catastrofi, in modo da ridurne l'impatto economico. Con questa decisione si creò rescEU. Questo strumento permette alla Commissione europea di dotarsi di mezzi propri capaci di rispondere rapidamente alle emergenze in caso di incendi, estese inondazioni e terremoti, nonché un
ospedale da campo e squadre mediche. Sempre grazie a questa decisione fu creato anche l'Emergency Response Coordination Centre più conosciuto con il suo acronimo ERCC. Lo scopo dell'ERCC è quello di agevolare la cooperazione negli interventi di protezione civile in occasione di grandi emergenze. È il centro di coordinamento ed è a lui che lo Stato membro in difficoltà deve rivolgersi per ottenere l'intervento di rescEU.
Seguendo questa linea si ebbe un nuovo rafforzamento con la decisione del Parlamento europeo del marzo 2019. Furono forniti nuovi mezzi per far fronte anche a incidenti di tipo chimico, biologico, radiologico e nucleare. Inoltre furono stanziate nuove risorse per favorire la formazione e la condivisione di conoscenze fra gli Stati membri. A seguito di questa decisione la Commissione fu incaricata d'istituire una rete unionale della conoscenza in materia di protezione civile. La prima flotta antincendio fu creata nel maggio del 2019 e comprendeva 2 aerei messi a disposizione dalla Croazia, 1 dalla Francia, 2 dall'Italia e 2 dalla Spagna nonché su 6 elicotteri messi a disposizione dalla Svezia.
Il 19 marzo 2020 in risposta alle difficoltà causate dalla Pandemia di COVID-19 in Europa la Commissione europea ha chiesto un potenziamento delle risorse e delle strutture di rescEU. Grazie alla nuova decisione sono state costituite scorte e attrezzature mediche per la terapia intensiva, oltre a dispositivi di protezione individuale.
La decisione di esecuzione (UE) 2021/88 modifica la decisione di esecuzione (UE) 2019/570, ampliandone lo scopo di applicazione per coprire le capacità di rescEU nella decontaminazione da agenti CBRN di infrastrutture, edifici, veicoli, attrezzature e prove fondamentali. La capacità può anche includere un'adeguata decontaminazione delle persone colpite, anche in caso di incidenti mortali.
Nel giugno 2020 la Commissione annunciava che la flotta era stata incrementata passando a 13 aerei di cui: 2 dalla Croazia, 2 da Cipro, 1 dalla Francia, 2 dalla Grecia, 2 dall'Italia, 2 dalla Spagna e 2 dalla Svezia.

## Struttura e funzionamento
La protezione civile europea viene attivata su richiesta dell'ERCC, che opera 24 ore al giorno 7 giorni su 7. L'ERCC è dotata di un sistema comune di comunicazione e informazione chiamato CECIS, questo sistema di emergenza permette lo scambio di informazioni in tempo reale. Quando uno Stato membro richiede assistenza l'ERCC contatta tutti gli Stati partecipanti al meccanismo, via i suoi punti di contatto nazionale, chiamato "pool volontario di risorse nazionali". Se le risorse del pool non sono sufficienti, vengono attivate le risorse di rescEU.
Il sistema di protezione civile europea è stato utilizzato nel 2020 per rimpatriare più di 82.000 cittadini europei rimasti bloccati a causa delle soppressioni di voli dovuti alla Pandemia di COVID-19 nel mondo.